# Adénopathie cervicale tuberculeuse chronique
 Mise en garde médicale
L'adénopathie cervicale tuberculeuse chronique est une maladie qui se caractérise par des fistules purulentes localisées sur les ganglions lymphatiques du cou. L'agent infectieux responsable de cette maladie est une mycobactérie. Chez les adultes, c'est la Mycobacterium tuberculosis, aussi nommé bacille de Koch, le même agent pathogène que pour la tuberculose pulmonaire. Chez les enfants, la maladie est surtout causée par des mycobactéries atypiques ou non-tuberculeuses.

## Historique
Au Moyen Âge, cette maladie était appelée « écrouelles » ou « scrofule » et ses traitements étaient appelés « antiscrofuleux » pour cette raison. Du Moyen Âge au XIXe siècle, les rois de France et d'Angleterre sont réputés détenir le pouvoir de guérir les écrouelles par simple contact. Selon la légende, rapportée par Thomas d'Aquin (ou plutôt par un élève de Thomas d'Aquin ayant complété, à titre posthume, un de ses ouvrages), cette pratique remonterait à Clovis, mais d'après l'historien Marc Bloch, Clovis n'a jamais guéri les écrouelles. En Angleterre, elle est apparue sous Henri II.
En médecine médiévale, selon la théorie des humeurs, les écrouelles correspondent à un dépôt de pituite (humeur du cerveau) qui tombe petit à petit dans les ganglions du cou. Cette théorie a laissé sa trace dans le langage avec l'expression « rhume de cerveau » qui se manifeste par un écoulement du nez dont la muqueuse est toujours appelée pituitaire.

## Symptômes

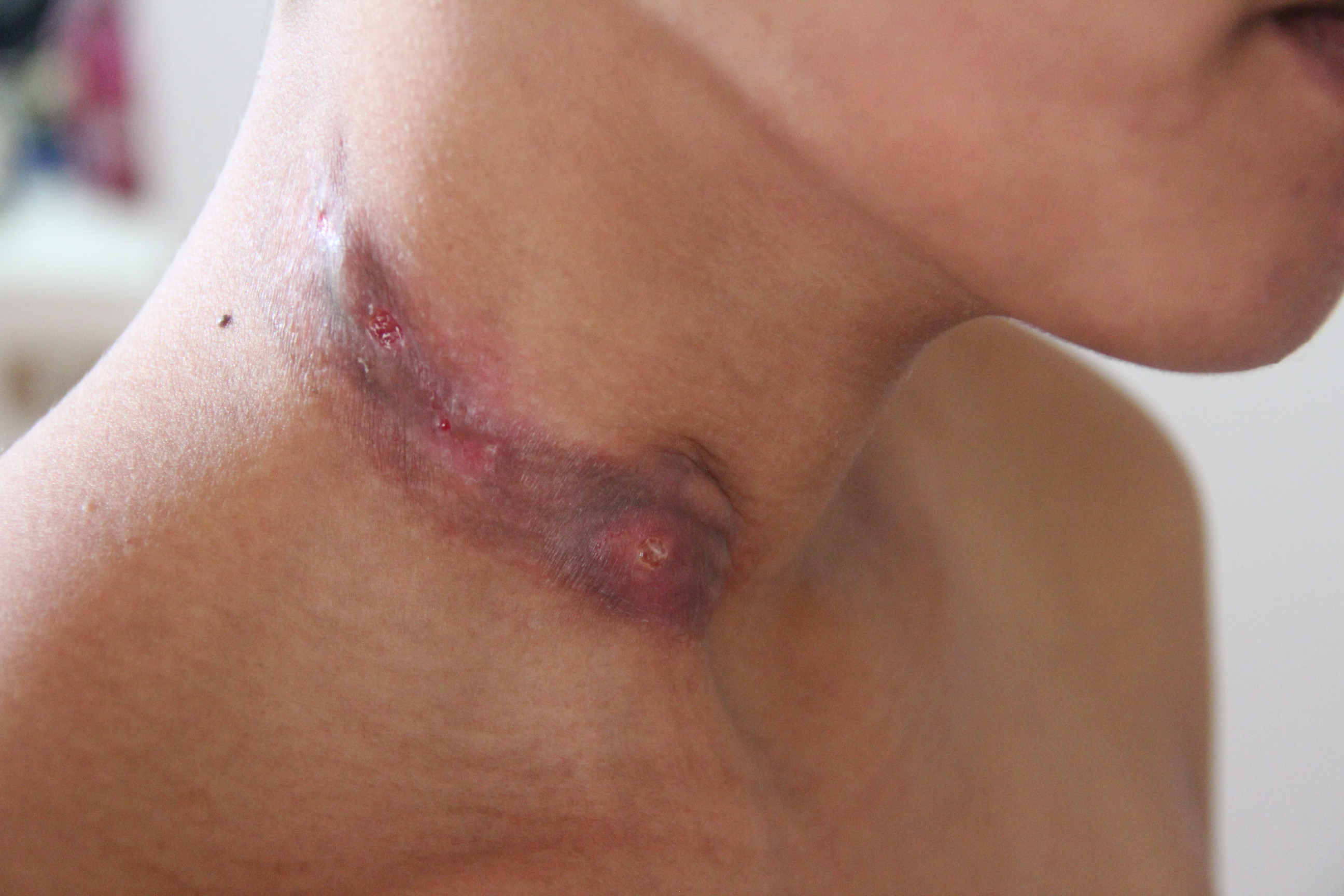
Tuberculose ganglionnaire.

Ce sont des adénopathies (ganglions) chroniques, unique ou multiples, surtout cervicales ou sus-claviculaires. Elles sont d'abord discrètes, indolores, de consistance molle et mobiles sous la peau. Puis elles gonflent, devenant fluctuantes (caoutchouteuses), en pouvant s'amasser en tas. Au fil du temps, elles deviennent dures et fixées. L'inflammation est peu marquée (abcès froid).
En fin d'évolution (qui est lente et longue, durant plusieurs mois), elles se nécrosent et s'ouvrent à la peau (fistules) pour laisser échapper des écoulements de pus blanchâtre, contenant le bacille de Koch,. La plaie se recouvre de croûte en laissant une cicatrice indélébile.

## Diagnostic
Le diagnostic se fait habituellement par une ponction ou une biopsie, pour un examen histologique ou bactériologique.

## Traitement
Le traitement est surtout basé sur l'antibiothérapie antituberculeuse, par tri- ou quadrithérapie, pendant 6 mois. La chirurgie est possible, mais elle est surtout réservée à des cas particuliers.